# 業主立案法團
業主立案法團是香港社會法人組織的形式之一。在香港，所有的業主立案法團都是按香港法例第344章《建築物管理條例》成立。
業主立案法團的出現，是為了改善香港的物業管理架構。政府以「小政府」策略，用者自理，讓大廈的業主自行解決自己大廈管理的事務。業主立案法團是法定團體，具有若干法律權力管理大廈。截至2010年8月底，全港共有9162個業主立案法團，其中7250個是在各區民政事務處協助下成立的。

## 架構
業主立案法團的架構，由上至下：
- 業主大會：如公司的股東大會。成員是該大廈（建築物）的全部業主（業權人），按個別業主佔大廈公契的份數，在大會上有投票權。
- 管理委員會：如公司的董事局。成員由以上的立案法團股東大會投票選出。委員會成員也是業主，他們在委員會議中決策日常大廈管理事務。不過，重大事項如聘請物業管理公司、年審核數師、大廈外牆工程招標等將會提供方案，再交由業主立案法團大會投票決議。
- 業主立案法團主席就是該立案法團委員會的主席，如有限公司的主席，跟其他委員一樣是代理人角色，按組織章程行事。

## 個案
- 一﹞香港島大坑道瑞士花園業主立案法團（前）主席用法團支付的交際費捐款給希望工程，土地註冊處裁定其行為越權。 [2]
- 二﹞添喜大廈1994年傷亡案，購買第三者責任保險不足，雖然業主立案法團最後清盤，所有個別業主按大廈公契份數，還需負責賠償責任。
- 三﹞帝峯豪苑2013年新舊管理公司交接，結算至2015年尚未完成，引致糾紛及會計管理的改變，這些責任應由那一方負責？

1. 管理公司不回覆會計賬目的查詢，法團或業戶可向那個機構投訴？
2. 管理公司離任前超額預支，又有那個政府機構會規管？
3. 政府將管理屋苑的營運和法律責任交予業戶身上，合理嗎？
4. 租戶的保障比業主多，小業戶懂得看會計報告嗎？理解自置物業的存在風險嗎？

- 四﹞管理公司的營運基金：2015年年初收到的投標建議書內，竟有物業管理公司闡明屋苑的管理『收益全數直接存入法團戶口，法團無須先付營運基金予本公司，本公司收費下期呈報支取』，理應獲得最高評價。落選原因：

1. 管理職員以包薪形式提供服務，即管理公司全權負責人事、醫療和薪酬費用。理論上方便管理公司統籌和表現評估，避免法團過份干預而須公開僱員資料。好處是法團可少操心；唯有些委員卻擔心管理公司會剋扣職員福利，支付最低，謀取最高利潤。﹝解決方法：管理公司可與法團詳細議論所有管理職員的包薪預算支出項目，甚或季度或半年滙報實際支出，若節省或支出超過百分之五以外的差額，退回或由法團資助超支部分。﹞
2. 很多法團委員和業戶對企業和人事管理、會計和財務預算不太了解，只因包薪總金額超出薪酬約20%而拒絕進一步的商議；卻不明白管理公司也為了減少人事爭議事故而影響與法團的長期合作關係。

## 相關
- 公司條例
- 土地註冊處
- 大廈公契  （页面存档备份，存于）
- 物業管理
- 保安員
- 民政事務總署
- 业主自治（中国内地）

## 外部連線
- 由土地註冊處負責辦理及批准的業主立案法團之簡介 （页面存档备份，存于）
- 業主立案法團 成立之程序
- 民政事務總署大廈管理網頁 （页面存档备份，存于）
- 民政事務總署 - 大廈管理 - 多媒體資訊
- 深水埗民政事務署主辦「優質樓宇管理嘉年華」鼓勵業戶成立業主立案法團 （页面存档备份，存于）
- 民政事務總署推廣有效大廈管理廣播劇「一塵不染樂安居」，為提高市民對「業主立案法團的運作與有效大廈管理是息息相關的」的認識 （页面存档备份，存于）
- 「一塵不染樂安居」廣播劇由古巨基、李蘢怡、EO2、鄧萃雯、王喜、鄭子誠、肥媽、羅蘭演出。故事講述發起組織業主立案法團，令家居做到真正的潔淨安寧。 （页面存档备份，存于）